# 쓰시정
쓰시정(都志町)은 효고현 쓰나군에 있던 정이다. 현재의 스모토시 남서부에 해당한다.

## 역사
- 1889년 4월 1일 - 정촌제 시행에 의해 쓰시촌, 만자이촌의 구역을 가지고 쓰나군 쓰시촌이 성립하였다.
- 1924년 6월 1일 - 정으로 승격해 쓰시정이 되었다.
- 1956년 9월 30일 - 쓰나군 아이하라촌, 히로이시촌, 도리카이촌, 미하라군 사카이촌과 합병해 쓰나군 고시키정이 성립, 동일 쓰시정은 폐지되었다.

## 참고문헌
- 角川日本地名大辞典 28 兵庫県